# 狩野モデル
狩野モデル（かのうモデル）は、顧客満足度に影響を与える製品やサービスの品質要素を分類し、それぞれの特徴を記述したモデルである。1980年代に東京理科大学教授であった狩野紀昭によって提唱された。マーケティングや品質管理の分野に対して多大な影響を与えたモデルであり、世界的にはKano Modelとして知られる。
狩野モデルは、製品やサービスの品質要素を以下の5つに分類する:
1. 当たり前品質要素 (Must-Be Quality Element)
2. 一元的品質要素 (One-Dimensional Quality Element)
3. 魅力的品質要素 (Attractive Quality Element)
4. 無関心品質要素 (Indifferent Quality Element)
5. 逆品質要素 (Reverse Quality Element)

この分類は、品質要素の充足度と顧客満足度の関係性に基づいている。狩野モデルの特徴は、品質要素を単一の軸で評価するのではなく、「充足-不充足」と「満足-不満」の2次元で捉える点にある。これにより、従来の品質管理で見落とされがちだった「魅力的品質」の概念を明確化し、顧客満足度向上のための視点を提供した。

## 歴史的背景
狩野モデルは、1984年に狩野紀昭、瀬楽信彦、高橋文夫、辻新一によって発表された論文「魅力的品質と当り前品質」で初めて提唱され狩野らの研究の背景には、1970年代後半から1980年代にかけての日本企業の国際的な躍進がある。日本製品の高品質が世界的に注目される中、品質の本質をより深く理解し、さらなる顧客満足度の向上を目指す動きが高まっていた。
この研究は、当時の品質管理の主流であった「品質は仕様への適合度」という考え方に疑問を投げかけ、顧客の主観的な満足度を重視する新たなアプローチを示した。

## 理論的基礎

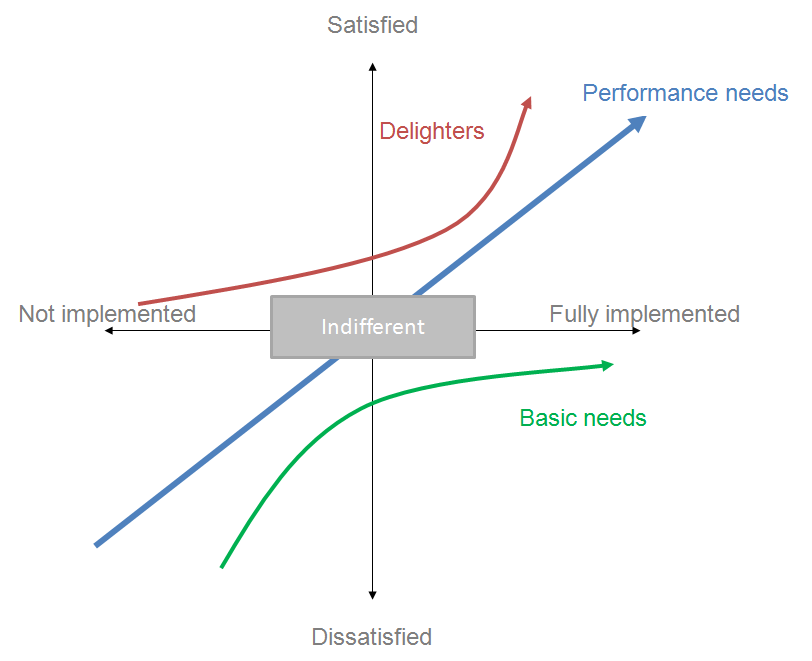
顧客満足・充足の軸で品質をマッピングした図

顧客が製品やサービスに対して要求する品質について、5つの品質要素に分類する。
狩野モデルの理論的基礎は、以下の2つの観点に基づいている:
1. 品質の二面性  狩野らは、品質には客観的側面と主観的側面があると考えた。客観的側面は物理的な性能や仕様への適合度を指し、主観的側面は顧客の満足度を指す。従来の品質管理が主に客観的側面（品質の充足度）に注目していたのに対し、狩野モデルは主観的側面にも焦点を当てた。
2. 品質要素と満足度の非線形関係  従来の考え方では、品質の向上は常に顧客満足度の向上につながると想定されていた。しかし狩野らは、品質要素の充足度と顧客満足度の関係が必ずしも線形ではないことを指摘した。

これらの観点から、狩野らは品質要素を5つに分類し、それぞれの特性を明らかにした。

### 当たり前品質 (Must-Be Quality Element)
充足されていても当たり前と受け取られるが、不充足であれば不満を引き起こす品質要素である。自動車でたとえるならば、「エンジンがかかる」という品質がこれに該当する。エンジンがかかったとしても当たり前と受け取られるが、エンジンがかからなければ不満を引き起こす。
当たり前品質要素は、顧客満足度を直接的に高めることはないが、その欠如は致命的な問題となる。
1. 当たり前品質は、価値期待が形成されている製品参入の必須条件として見られることが多い[5]。
2. 多くの消費者はこの品質がどの程度高度であるかを商品選択の上で認識することは少ない。

ただし確実な充足が求められる一方で、過剰な投資は避けるべきである。

### 一元的品質 (One-Dimensional Quality Element)
充足されていれば満足を引き起こし、不充足であれば不満を引き起こす品質要素である。自動車でたとえるならば、「燃費が良い」という品質がこれに該当する。燃費が良ければ満足を引き起こし、燃費が悪ければ不満を引き起こす。
顧客がある製品の需要度について考えるとき、これらは一元的品質のカテゴリーに分類される。価値軸が形成された製品では、顧客が製品に支払うことを望む価格は、一元的品質と密接に結びついている。 つまり、性能属性が高ければ高いほど、顧客はその製品に対してより高い金額を支払うことを望むようになる。
一元的品質は、顧客満足度に直接的な影響を与えるため、継続的な改善が必要である。競合他社との差別化が難しい反面、市場での基本的な競争力を決定する重要な要素となる。

### 魅力品質(Attractive Quality Element)
充足されていれば満足を引き起こすが、不充足であっても仕方ないと受け取られる品質要素である。自動車でたとえるならば、「車内にWi-Fiが搭載されている」という品質がこれに該当する。車内にWi-Fiが搭載されていれば満足を引き起こすが、Wi-Fiが搭載されていなかったとしても仕方ないと受け取られる。
魅力的品質要素は、競合他社との差別化や顧客の感動を生み出す重要な要素となる。ただし、時間の経過とともに顧客の期待が高まり、一元的品質要素や当たり前品質要素に変化していく傾向がある。

### 無関心品質 (Indifferent Quality Element)
充足されていても不充足であっても満足度には影響を与えない品質要素である。
無関心品質要素の特定は、不要な機能や特徴を削減し、コスト削減やシンプル化につなげる機会を提供する。ただし、将来的に重要性が増す可能性もあるため、慎重な判断が必要である。

### 逆品質 (Reverse Quality Element)
充足されていれば不満を引き起こし、不充足であれば満足を引き起こす品質要素である。
逆品質要素の特定は、製品やサービスの改善において重要な示唆を与える。これらの要素を取り除くことで、顧客満足度を向上させることができる。

## 品質要素の評価
狩野モデルを応用し、製品やサービスの特定の品質要素が顧客満足度に与える影響を分類することで、製品開発や改善の優先順位を決定することができる。

### 調査方法
調査は通常、以下の手順で行われる。
1. 品質要素の特定: 調査対象となる製品やサービスの品質要素を列挙する。
2. 質問票の作成: 各品質要素について、以下の2つの質問を設定する。
  - 充足質問: 「もしこの品質要素があったならばどう思うか」
  - 不充足質問: 「もしこの品質要素がなかったならばどう思うか」
3. 回答の収集: 回答者は各質問に対して、通常5段階で評価する。
  1. とてもうれしい
  2. 当然だろう
  3. 特に何とも思わない
  4. 別にそれでも構わない
  5. それは困る
4. データ分析: 収集した回答を分析し、各品質要素を分類する。

### 評価方法
Kanoモデルにおける評価方法は、以下の手順で行われる：
1. 回答の集計：各品質要素について、充足質問と不充足質問の回答を集計する。
2. 品質要素の分類：以下の表を用いて、各品質要素を分類する。

| 不充足質問 \ 充足質問 | とてもうれしい | 当然だろう | 特に何とも思わない | 別にそれでも構わない | それは困る |
| --------------------- | -------------- | ---------- | ------------------ | -------------------- | ---------- |
| とてもうれしい        | Q              | A          | A                  | A                    | O          |
| 当然だろう            | R              | I          | I                  | I                    | M          |
| 特に何とも思わない    | R              | I          | I                  | I                    | M          |
| 別にそれでも構わない  | R              | I          | I                  | I                    | M          |
| それは困る            | R              | R          | R                  | R                    | Q          |

A: 魅力的品質、O: 一元的品質、M: 当たり前品質、I: 無関心品質、R: 逆品質、Q: 疑問回答

### 顧客満足係数の計算
各品質要素の影響度を定量的に評価するため、以下の式を用いて顧客満足係数を算出する。

#### 満足係数
{\displaystyle {\text{満足係数}}={\frac {A+O}{A+O+M+I}}}
満足係数は0から1の間の値を取り、1に近いほどその品質要素が存在することで顧客満足度が高くなることを示す。

#### 不満係数
{\displaystyle {\text{不満係数}}=-{\frac {O+M}{A+O+M+I}}}
不満係数は-1から0の間の値を取り、-1に近いほどその品質要素が欠如した場合に顧客の不満が大きくなることを示す。

## 製品戦略への応用

### 満足度ポートフォリオ
Sauerwein(1996)では、狩野モデルで認識した品質を戦略資源として考えるために満足度ポートフォリオを展開した。これは製品のニーズにおける相対的重要性と顧客満足度に基づく分析ツールである。
満足度ポートフォリオは、縦軸に製品要求の相対的重要性、横軸に顧客満足度をとり、4つの象限に分けて製品特性を分類する。
1. 戦略的優位性の維持・拡大：重要度が高く、満足度も高い特性
2. 戦略的不利の改善：重要度が高いが、満足度が低い特性
3. 「許容可能な」不利：重要度は低いが、満足度も低い特性
4. 「無関係な」優位性：重要度は低いが、満足度が高い特性

### 戦略的含意
Sauerweinら、狩野モデルの実践的な適用には以下の戦略的含意があるとする。これらの戦略を適切に組み合わせることで、顧客満足度を最大化し、持続可能な競争優位性を確立することができる。
1. 当たり前品質要素をすべて満たす これらの要素は顧客が当然期待するものであり、満たされないと大きな不満を引き起こす。したがって、すべての当たり前品質要素を確実に満たすことが重要である。
2. 一元的品質要素で競争力を持つ： これらの要素は、充足度に比例して顧客満足度が変化する。競合他社と比較して優位性を持つことが、市場での競争力につながる。
3. 魅力的品質要素で差別化を図る： これらの要素は、顧客が予期していないものの、提供されると高い満足度をもたらす。魅力的品質要素を特定し、実装することで、競合他社との差別化を図ることができる。